# Rita (canción)
«Rita» es una canción del grupo de pop/rock español Hombres G, que fue lanzada en el año de 1990, que fue incluida en su sexto álbum de estudio Esta es tu vida.

## Descripción
La canción fue escrita por David Summers integrante de la misma banda y Rafa Gutiérrez. Fue lanzada como segundo sencillo del disco por su discográfica Producciones Twins. Esta canción  logró posicionarse también en el número uno durante varias semanas en la lista Los 40 en 1991.
Esta canción también está en incluida en otros álbumes recopilatorios de la banda.

## Lista de canciones

### CD - Sencillo[6]
| Rita — Single |                       |          |  |
| N.º           | Título                | Duración |  |
| 1.            | «Rita»                | 3:05     |  |
| 2.            | «Voy a hablar con él» | 3:55     |  |